# Aleksander Różycki
Aleksander Różycki (ur. 14 lutego?/26 lutego 1855 w Żytomierzu, zm. 15 października 1914 w Warszawie) – polski kompozytor, pedagog muzyczny i pianista.

## Życiorys
Ukończył studia w Warszawskim Instytucie Muzycznym u Karola Studzińskiego (teoria i solfeż) i Rudolfa Strobla (fortepian). Później sam wykładał na tej uczelni grę na fortepianie (1878–1914) i historię muzyki (1882–1885). Był też nauczycielem muzyki i inspektorem w Aleksandryjsko-Maryjskim Instytucie Wychowania Panien. W 1897 roku założył szkołę muzyczną w Żytomierzu i został jej dyrektorem.
Komponował miniatury fortepianowe oraz pieśni solowe i chóralne. Opublikował wielokrotnie wznawiany podręcznik Elementarna szkoła ABC na fortepian (Warszawa 1894), napisał też wspólnie z Antonim Rutkowskim Szkołę techniki fortepianowej (2 tomy, Warszawa 1886). Wydawał w seriach lub pojedynczo liczne opracowania o charakterze pedagogicznym, usystematyzowane pod względem stopnia trudności, w których dokonywał daleko idącej ingerencji w materiał źródłowy, skracając formę, zmieniając fakturę i tempo. Negatywnie o Różyckim wypowiadał się w swoich pamiętnikach jego uczeń, Artur Rubinstein.
Pochowany został na cmentarzu Powązkowskim w Warszawie.

## Życie prywatne
Jego synem był kompozytor Ludomir Różycki.